# Фечореск
Фечоре́ск (рум. fecioresc — молодецкий танец, танец парней) — румынский народный танец, исполняемый только мужчинами и распространённый, прежде всего в Трансильвании (в особенности в западной её части), Кришане (Закарпатье) и Марамуреше.

## Характеристика
Танец исполняется как и на праздниках и гуляниях, так и может представлять собой сценическое представление. Нередко в группе исполнителей присутствуют два лидера: один обучает группу, другой руководит танцем. Фечореск вобрал в себя множество элементов из венгерских народных танцев вербункош и легенеш (венг. legényes): участники поочерёдно выходят вперёд, и в ходе танца топают и дёргают ногами и прихлопывают в ладоши, таким образом демонстрируя свою удаль. Кроме того, фечореск может присутствовать во время парных танцев, когда женщина продолжает сохранять основной ритм танца, а мужчина начинает танцевать фечореск. Танец является ритмически импровизационным, танец обычно состоит из 4-8 частей (каждая часть 4 такта 4/4), при этом первая часть одинакова, а последующие части не должны повторяться. Помимо румын, фечореск также распространён у цыган. Танец, как и многие трансильванские танцы, аккомпанируется скрипками и виолончелью/контрабасом.
2 декабря 2015 года фечореск под названием «танец парней» (англ. lad's dances) был добавлен в список нематериального культурного наследия ЮНЕСКО.